# Ангидроз
Ангидроз, или анидроз (лат. anhidrosis от др.-греч. ἀ- (ἀν-) — приставка со значением отсутствия, соответствует в русском «не-», «без-» + др.-греч. ἱδρώς — пот) — болезнь, сопровождающаяся нарушениями потоотделения, как правило выражающаяся в болезненном невыделении испарины либо по всему телу, либо на какой-нибудь отдельной его части.
Ангидроз подразделяется на четыре основных вида: «врождённый», «острый», «хронический» и «тропический».
Возможными причинами возникновения ангидроза могут являться:
- старение кожи,
- кожные заболевания (дерматит, склеродермия),
- повреждение спинного мозга,
- сахарный диабет (симпатическая нейропатия) или другие формы полиневропатии,
- наследственные заболевания (например: болезнь Фабри),
- психические болезни,
- побочный эффект вследствие лечения антидепрессантами,
- лепра и другие факторы.

Так как потоотделение играет важную роль для рассеивания тепла, обширный ангидроз способен привести к тепловому удару.
Ангидроз может проявляться не только у человека, но и у животных, например у лошадей. В регионе Персидского залива подобное нарушение в той или иной степени наблюдается у каждой пятой лошади.